# توماس شتانگاسینگر

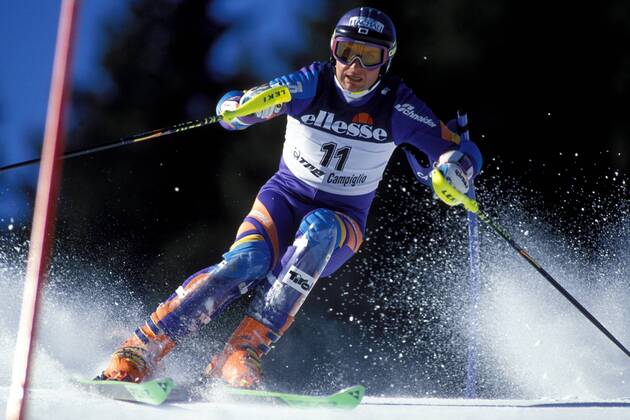
توماس شتانگاسینگر در سال ۱۹۹۲

توماس شتانگاسینگر (انگلیسی: Thomas Stangassinger؛ زادهٔ ۱۵ سپتامبر ۱۹۶۵) اسکی‌باز آلپاین اهل اتریش بود.